# Викинг (хоккейный клуб, Таллин)
Викинг (эст. Viking) — профессиональный хоккейный клуб, базировавшийся в столице Эстонии — Таллине. Выступал в эстонской хоккейной лиге.

## История
Клуб был основан в 2010 году. В сезоне 2010/11 занял последнее (3-е) место, набрав лишь 1 очко в 12 играх. В 2011 году был расформирован за долги перед лигой. Преемником клуба стал «Викинг Спорт». В сезонах 2012/13 и 2013/14 команда дважды выиграла золото чемпионата. В 2013 году «Викинг Спорт» принял участие в Континентальном кубке, где выиграл в группе «A» и готовился к выступлению в группе «B» в Ноттингеме. Однако клуб не смог продолжить участие в следующем раунде из-за того, что не успел вовремя сделать английские визы всем хоккеистам. После сезона 2013/14 клуб был расформирован, и вновь возрождён в июле 2014-го как «Викинг». Клуб также сменил арену, вместо старой Йети Яаахалл команда стала выступать на новой — Таллин Арене. В сезоне 2014/15 «Викинг» выиграл регулярный чемпионат, однако не был допущен к участию в плей-офф из-за финансовых проблем и снова был расформирован.

## Прежние названия клуба
- 2010—2011 — ТКК
- 2011—2014 — «Викинг Спорт»
- с 2014 — «Викинг Таллин»

## Достижения
- Эстонская хоккейная лига:
  - Победители (3) : 2013, 2014, 2018